# Conringsches Haus

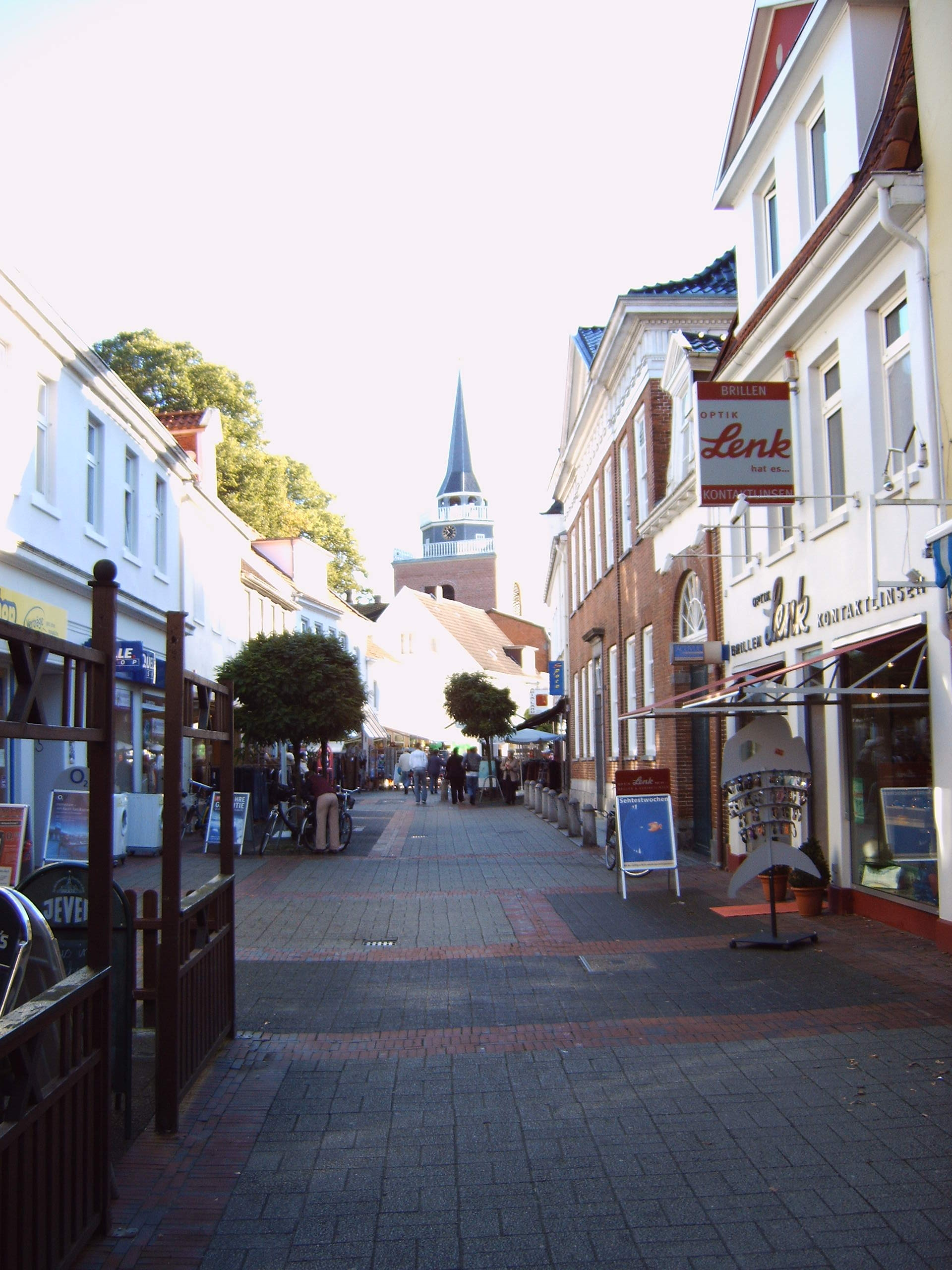
Blick in die Auricher Fußgängerzone. Das Conrigsche Haus ist das zweite auf der rechten Seite.

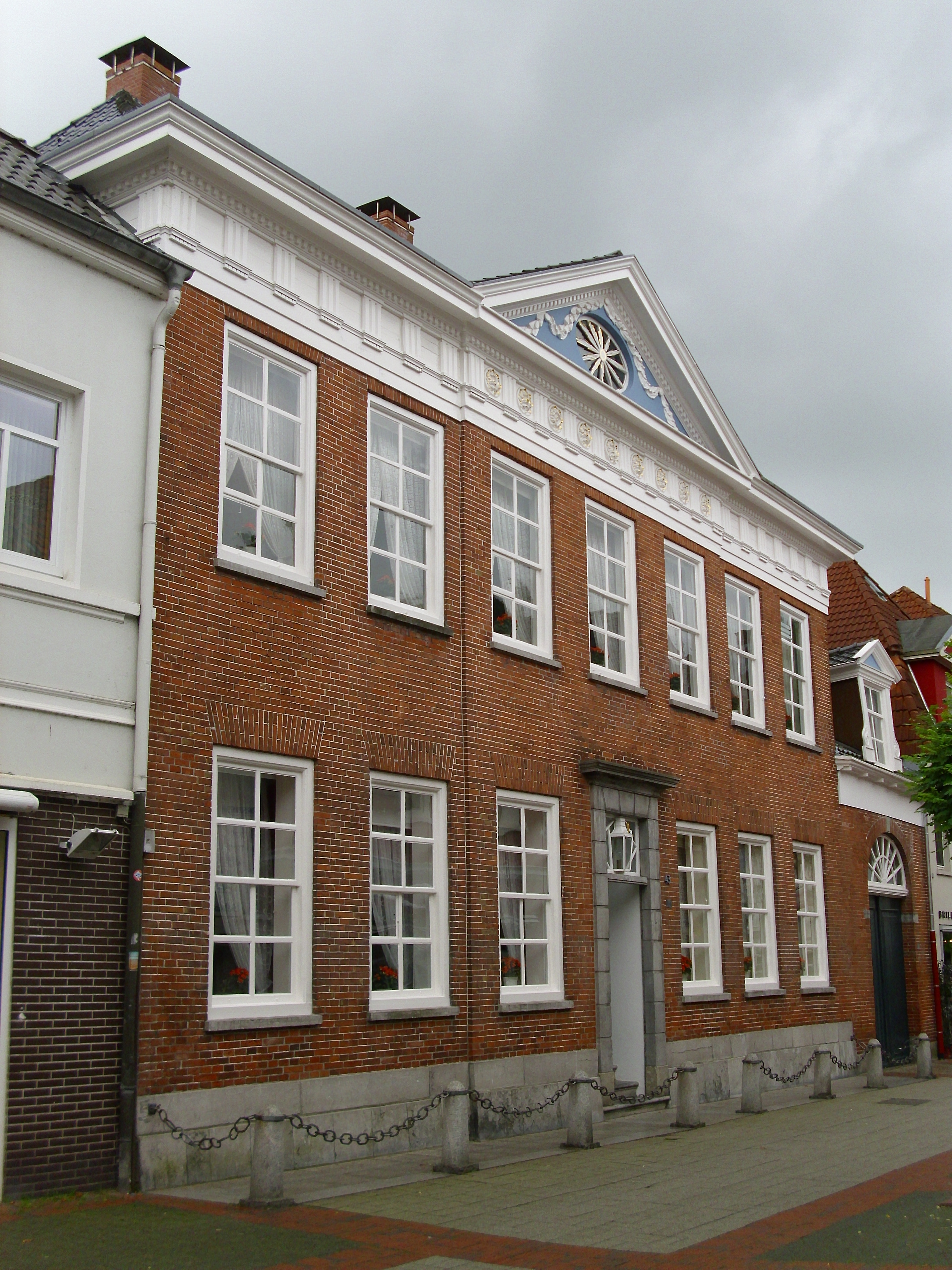
Conringsches Haus, Aurich, Ostfriesland, Burgstraße 43 (September 2015).

Das Conringsche Haus in der ostfriesischen Kreisstadt Aurich (Landkreis Aurich, Niedersachsen) ist ein unter Denkmalschutz stehendes Gebäude aus dem 19. Jahrhundert. Es hat die Adresse Burgstraße 43 und ist das einzige privat genutzte Wohnhaus in der Auricher Fußgängerzone.

## Baubeschreibung
Das Conringsche Haus ist ein stattliches klassizistisches Palais, an das sich rechts die Tordurchfahrt anschließt. Der breit gelagerte Backsteinbau hat zwei Geschosse. Das Portal befindet sich im Zentrum der langen, mit flachen Mittelrisaliten gegliederten Fassadenwand. Von den sieben leicht vortretenden Achsen sind die drei mittleren mit dem Portal zu einem nur schwach vorragenden Risalit zusammengefasst. Sie „werden über dem Kranzgesims durch einen flachen Dreiecksgiebel betont“. In dessen Tympanon gibt es ein querovales Fenster, das von einer Girlande umfasst wird. Unter dem Giebeldreieck befindet sich ein Fries, der durch Triglyphen (altgriechisch τρίγλυφος zu dt. „Drei Rillen/Kerben“) gegliedert ist, zwischen denen sich Rosetten befinden.

## Geschichte
Der Auricher Architekt Conrad Bernhard Meyer erbaute das Palais im Jahr 1804 für seinen Freund, den Amtmann Justus aus der Juristenfamilie Conring, nach der das Gebäude benannt ist und von der es bis heute bewohnt wird. Conring wünschte sich „ein repräsentatives Haus im Stil des gerade modernen Klassizismus“. Meyer ließ dafür von einem Haus Conrings an der Burgstraße das Vorderhaus bis auf die Wirtschaftsräume abreißen und baute diesen danach ein neues Vorderhaus an. Bis heute befindet sich das Haus im Besitz der Familie Conring und kann daher nur von außen besichtigt werden.

### Ensembleschutz
Für mediale Beachtung sorgte der Anstrich eines benachbarten Wohn- und Geschäftshaus in der Art eines Graffito im Jahr 2017. Die Nachbarfassade bildete großflächig und in kräftigen Farben eine ostfriesische Landschaft mit einer Kuh, Gras und Blumen ab. Da die Bemalung nach Ansicht der Stadt Aurich wegen des denkmalgeschützten Conringschen Haus gegen den im Niedersächsischen Denkmalschutzgesetz verankerten Ensembleschutz verstoße, ordnete sie eine Übermalung an. Daraufhin wandte sich die Eigentümerin an das Niedersächsische Landesamt für Denkmalpflege. Nach einem Ortstermin im Jahr 2018 sprach sich als oberste Denkmalschutzbehörde das Niedersächsische Ministerium für Wissenschaft und Kultur für eine Entfernung der Bemalung aus. 2018 wurde bekannt, dass das Haus braun gestrichen wird, da es den Blick auf das denkmalgeschützte Haus nebenan beeinträchtigt.